# مارتین ایر (هلند)
مارتین ایر (انگلیسی: Martinair) یک شرکت هواپیمایی باری هلندی است که مقر آن در فرودگاه شیپخول آمستردام مستقر است.